# Ivor Atkins

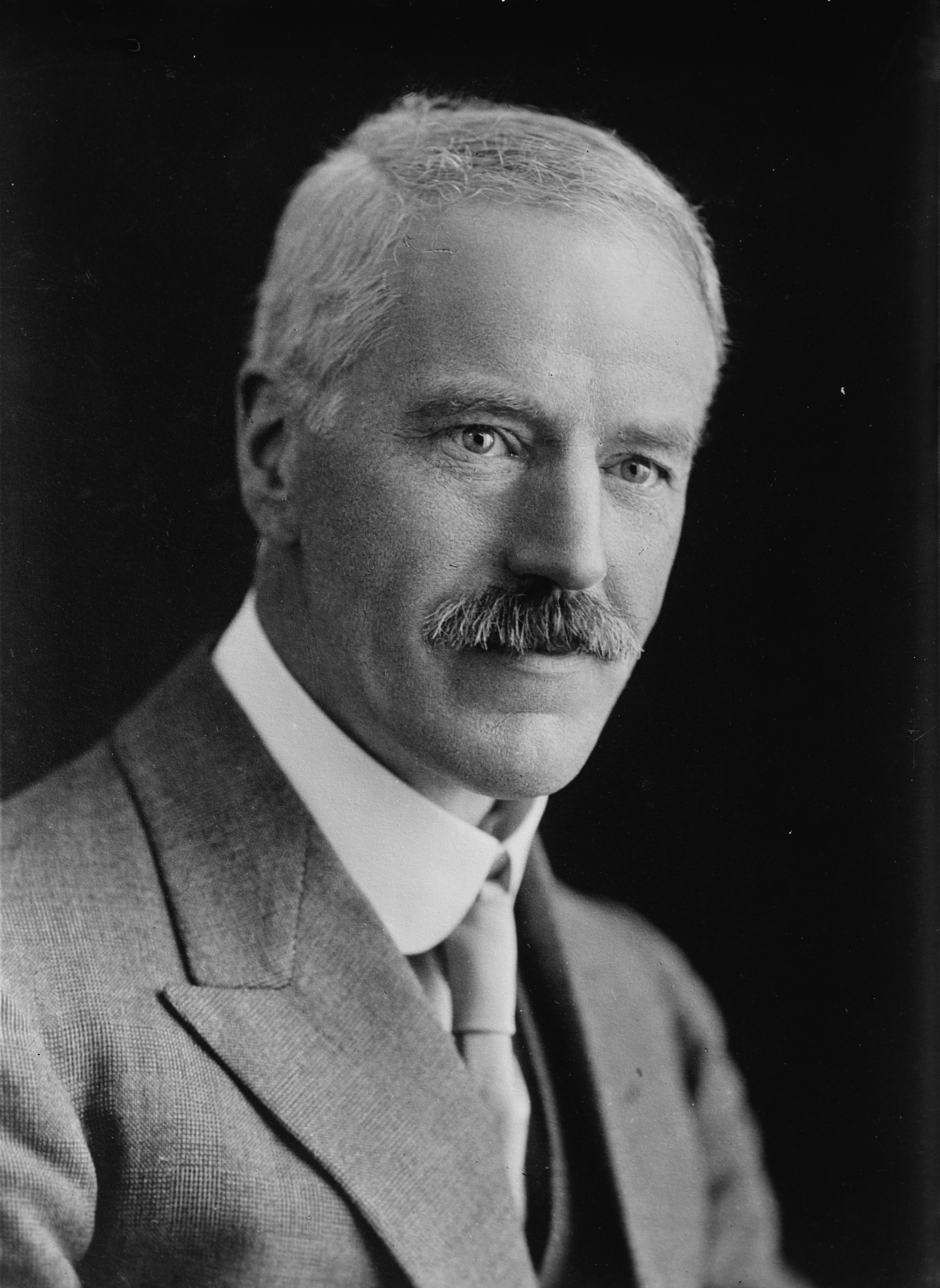
Ivor Atkins

Sir Ivor Algernon Atkins (* 29. November 1869 in Llandaff; † 26. November 1953 in Worcester) war ein walisischer Organist, Chordirigent und Komponist.
Der Sohn des Organisten Frederick Pyke Atkins war seit seinem fünfzehnten Lebensjahr Assistent seines Vaters an der St. Johns Church und erhielt siebzehnjährig eine Organistenstelle in Stonehaven. Er wurde dann Schüler von George Robertson Sinclair und war dessen Assistent ab 1885 in Truro und ab 1889 an der Kathedrale von Hereford. Am Queen’s College in Oxford erwarb er den Bachelor- und Doktorgrad im Fach Musik.
1893 wurde er Organist an der St Laurence Church in Ludlow, 1897 als Nachfolger von Hugh Blair Chorleiter und Organist an der Worcester Cathedral  und damit neben den Organisten von Gloucester und Hereford Dirigent des Three Choirs Festival. Er debütierte als Dirigent Anfang 1898 mit einem Programm, das u. a. Edward Elgars My love dwelt in a foreign land enthielt. Bei einem seiner Orgelkonzerte als Kathedralorganist führte er Elgars Orgelsonate auf. Elgar war sehr angetan davon und beriet sich später mit Atkins bei der Komposition seiner Enigma-Variationen, der auch die Uraufführung des Werkes spielte.
Atkins war bis zu seiner Ablösung durch David Willcocks 1950 Organist der Worchester Cathedral und leitete in der Zeit mehrfach die Three Choirs Festivals. U. a. dirigierte er 1902 Werke von Bach und Brahms’ Dritte Sinfonie, 1908 Beethovens Violinkonzert mit Mischa Elman und 1932 William Waltons Violakonzert und Karol Szymanowskis Stabat mater.
Bis zu dessen Tod blieb er Elgar freundschaftlich verbunden. Er beriet ihn, überarbeitete seine Partituren, etablierte sein The Dream of Gerontius gegen Widerstände der Church of England beim Three Choirs Festival und spielte und dirigierte die Uraufführungen mehrerer seiner Werke wie der Wand of Youth-Suite Nr. 2 (1908). Neben seiner umfangreichen Arbeit als Organist und Dirigent erarbeitete Atkins auch eine Edition von Johann Sebastian Bachs Matthäuspassion und gab Gregorio Allegris Miserere in der bekannt gewordenen Version mit den hohen Sopranstimmen heraus.
Atkins’ kompositorisches Werk ist nicht sehr umfangreich. Er komponierte u. a. Hymn of Faith (1905), The Virgin’s Lullaby (1912), ein  Magnificat und Nunc Dimittis für Chor und Orchester sowie weitere kirchenmusikalische Werke, Anthems und Lieder. Für seine Verdienste um die Musik wurde er 1921 als Knight Bachelor geadelt. 1935–36 war er Präsident des Royal College of Organists. Elgar widmete ihm den dritten Marsch aus Pomp and Circumstance.